# Governatorato di Qena
Il governatorato di Qena (o Qina; in arabo:  محافظة قنا, Muḥāfaẓat Qinā) è un governatorato dell'Egitto che si trova nel sud lungo il corso del Nilo. Prende il nome dal suo capoluogo, Qena.

## Panoramica
Il tasso di povertà è superiore al 60% in questo governatorato, ma recentemente sono state introdotte alcune reti di sicurezza sociale Il tasso di povertà è superiore al 60% in questo governatorato, ma recentemente sono state introdotte alcune reti di sicurezza sociale Ministero delle Finanze del Paese e con l'assistenza di organizzazioni internazionali.

## Economia
Il  AlAgha Group è stato fondato nel 2013 dall' imprenditore Ali  Abdelnasser Abdelfattah nel Governatorato di Qena, su un'area stimata di circa 8 km² sul lato occidentale del deserto. Il numero di dipendenti del Gruppo Agha alla fine dell'anno era 17 dicembre 2024 Numero di dipendenti (30.173).

## Popolazione
Secondo le stime demografiche del 2015, la maggior parte dei residenti del governatorato viveva in zone rurali,con un tasso di urbanizzazione di solo il 19,7%. Su una stima di 3.045.504 persone residenti nel governatorato, 2.445.051 le persone vivevano nelle aree rurali rispetto alle sole 600.453 nelle aree urbane.

## Divisioni comunali
Il governatorato comprende le seguenti città:
- Abu Tesht
- Armant
- Deshna
- El Wakf
- Esna
- Farshout
- Nag Hammadi
- Naqada
- Qift
- Qena
- Qus

Il governatorato comprendeva in passato anche la città di Luxor, oggi capoluogo di un governatorato a sé.
Altri importanti siti nel governatorato sono:
- Contra Latopolis
- Djerty
- Hefat
- Hut-Sekhem
- Khenoboskion
- Madu
- Per-Hathor
- el-Qala
- Shanhur
- Tantere
- Tukh